# Lista över Marockos regenter
Detta är en lista över Marockos härskare. Innan 1957 var titeln sultan, därefter kung.

## Kungen idag
Enligt Marockos grundlag är kungen statschef, arméns överbefälhavare och garanterar landets självständighet. Sedan 1962 har en av kungens titlar varit De troendes befälhavare (arabiska: أَمِيْر ٱلْمُؤْمِنِيْن) vilket gör honom också delvis till en religiös ledare. Titeln används också för att legitimera den nuvarande dynastin och skapa kontinuitet mellan tidigare regenter.
Kungens officiella residens, Dar El Makhzen, ligger i Rabat.
Att kränka monarkin eller kritisera beslut som fattats av kungen är ett brott. Privatpersoner kan få 6–24 månaders fängelse. Fängelsestraffet kan ökas till 5 år om kungen har kränkts offentligt (inklusive på internet).

## Marockos härskare

### Idrisid-dynastin(787–827)
- Idris I (787–793)
- Idris II (807–827)

### Almoraviddynastin(1061–1147)
- Yusuf ibn Tashfin (1061–1106)
- Ali ibn Yusuf (1106–1142)
- Tashfin ibn Ali (1142–1146)
- Ibrahim ibn Tashfin (1146)
- Is'haq ibn Ali (1146–1147)

### Almohaddynastin(1145–1269)
- Ibn Tumart (1121–1130)
- Abd-ul-mumin (1130–1163)
- Abu Yaqub Yusuf I (1163–1184)
- Aby Yusuf Yaqub al-Mansur (1184–1199)
- Muhammad an-Nasir (1199–1213)
- Abu Yaqub Yusuf II (1213–1224)
- Abdul-Wahid I (1224)
- Abdallah (1224–1227)
- Yahya (1227–1235)
- Idris I (1227–1232)
- Abdul-Wahid II (1232–1242)
- Ali (1242–1248)
- Umar (1248–1266)
- Idris II (1266–1269)

### Mariniddynastin(1195–1465)
- Abdalhaqq I (1195–1217)
- Uthman I (1217–1240)
- Muhammad I (1240–1244)
- Abu Yahya Abu Bakr (1244–1258)
- Umar (1258–1259)
- Abu Yusuf Yaqub (1259–1286)
- Abu Yaqub Yusuf (1286–1306)
- Abu Thabit 'Amir (1307–1308)
- Abu l-Rabia (1308–1310)
- Abu Said Utman II (1310–1331)
- Abu l-Hasan (1331–1348)
- Abu Inan Faris (1348–1358)
- Muhammad II as Said (1359)
- Abu Salim Ali II (1359–1361)
- Abu Umar Taschufin (1361)
- Abu Zayyan Muhammad III (1362–1366)
- Abu l-Fariz Abdul Aziz I (1366–1372)
- Abu l-Abbas Ahmad (1372–1374)
- Abu Zayyan Muhammad IV (1384–1386)
- Muhammad V (1386–1387)
- Abu l-Abbas Ahmad (1387–1393)
- Abdul Aziz II (1393–1398)
- Abdullah (1398–1399)
- Abu Said Uthman III (1399–1420)
- Abdalhaqq II (1420–1465)

### Saadidynastin(1554–1659)
- Mohammed I (1554–1557)
- Abdallah al-Ghalib (1557–1574)
- Abu Abdallah Mohammed II (1574–1576)
- Abu Marwan Abd al-Malik I (1576–1578)
- Ahmad I al-Mansur (1578–1603)
- Abdul Abdallah Mohammed III (1603–1607)
- Zaidan Al Nasir (1607–1628)
- Abu Marwan Abd al-Malik II (1628–1631)
- Al-Walid (1631–1636)
- Mohammed IV (1636–1654)
- Ahmad II (1654–1659)

### Alaouite-dynastin(1666–)

#### Sultaner 1666–1957
- Al-Raschid (1666–1672)
- Muhammad I (1672)
- Al-Harrani, Abu'l Abbas Ahmad I, och Ismail (1672–1684)
- Ismail (1684–1727)
- Abu'l Abbas Ahmad II (1727–1728) (första gången)
- Abdalmalik (1728)
- Abu'l Abbas Ahmad II (1728–1729) (andra gången)
- Abdallah (1729–1735) (första gången)
- Ali (1735–1736)
- Abdallah (1736) (andra gången)
- Mohammed II 1736–1738
- Al-Mostadi (1738–1740)
- Abdallah III (1740–1745)
- Zin al-Abidin (1745)
- Abdallah IV (1745–1757)
- Mohammed III (1757–1790)
- Yazid (1790–1792)
- Slimane av Marocko (1792–1822)
- Abderrahmane (1822–1859)
- Mohammed IV (1859–1873)
- Hassan I (1873–1894)
- Abdelaziz (1894–1908)
- Abdelhafid (1908–1912)
- Yusef (1912–1927)
- Mohammed V (1927–1957)

#### Kungar (1957–)
- Mohammed V (1957–1961)
- Hassan II (1961–1999)
- Mohammed VI (1999–)